# VDownloader
VDownloader — бесплатный менеджер закачек для Microsoft Windows с закрытым исходным кодом.

## История создания
Изначально разработанный профессором IT-технологий Энрике Пуэртас Сансем в Мадридском Университете Европы. Первая версия программы была выпущена в 2007 году, а к 2008 году VDownloader преодолел рубеж в 8 миллионов активных пользователей.
В 2009 году утилиту VDownloader приобрели Vitzo Limited, компания, которая занимается разработкой программного обеспечения, а также онлайн-маркетингом. В 2010 году компания Vitzo Limited VDownloader выпустила вторую версию продукта, которая была полностью переписана с нуля на C# с использованием технологии .NET.

## Возможности
Как и все другие программы подобного рода VDownloader предназначена для загрузки файлов из Интернета или локальной сети с максимально возможной скоростью.
VDownloader позволяет скачать видео с таких сайтов, как YouTube, Facebook, Blip.tv, MegaVideo, Veoh, Vimeo, Metacafe, DailyMotion, Google Video, Yahoo Video, Break и других.
Все файлы сохраняются на жёстком диске в различных форматах, в числе которых AVI, MKV, MP4, MPEG, 3GP, VCD, SVCD, DVD, FLV или MP3, а также позволяет производить автоматическое конвертирование файлов в MPEG, AVI, VCD, DVD, IPod, PSP или FLV формат.
VDownloader поддерживает RSS-ленты, создание копии онлайн-видео, слежение за буфером обмена на наличие URL-ссылки, поиск и сортировка по ключевому слову на различных видео-сервисах, отвязывание очереди и ожидания, благодаря встроенному ускорителю загрузок, а всё загруженное видео можно запустить на iPod, iPad, iPhone, Windows Mobile, Android, Blackberry и прочих устройствах. Также имеется многофункциональная настройка и работа с прокси, планировщик задач, публикация файлов в социальных сетях, интернациональная поддержка.
Ко всему прочему, утилита является медиапроигрывателем, с помощью которого можно воспроизводить аудио/видео внутри программы.